# Correspondance Albert Camus, Jean Grenier
Correspondance Albert Camus, Jean Grenier présente la correspondance échangée entre 1932 et 1960 entre l'écrivain Albert Camus et son ancien professeur et écrivain Jean Grenier dans une édition présentée et annotée par notes de Marguerite Dobrenn, universitaire et amie d'enfance d'Albert Camus.

## Présentation et contenu

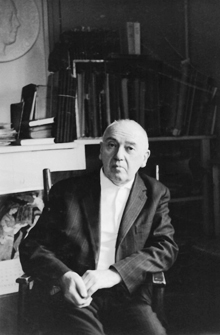
Jean Grenier

Camus a toujours reconnu l'influence qu'avait exercé sur lui son ancien professeur de philosophie au lycée d'Alger où Jean Grenier a exercé quelques années. Mais 'l'élève a fini par dépasser le maître', ce qui n'a pas été sans quelques réticences de la part de Jean Grenier. Cette correspondance s'étend de façon ininterrompue des premiers temps de leur rencontre en 1932 jusqu'à la veille du décès de Camus le 4 janvier 1960. Elle est d'autant plus intéressante que sa longévité et sa continuité représentent une source importante d'informations aussi bien sur l'évolution de Camus que sur celle de leurs relations. Si Grenier reconnaît son rôle d'inspirateur, il voulait aussi garder son indépendance vis-à-vis de Camus, 'faire son œuvre' sans être constamment soumis à l'aune de son ancien élève, considéré comme 'le maître de Camus', comme certains critiques n'y manquèrent pas.
Il est assez difficile d'évaluer l'influence réciproque qu'ils exercèrent aussi bien dans leur correspondance où on trouve toujours un profond respect mutuel dans le choix des mots et leur façon de s'exprimer et encore plus dans le livre de souvenirs de Jean Grenier, qui est essentiellement un hommage qu'il rend à Camus. À travers leurs échanges de lettres, on peut distinguer trois périodes dans leurs relations : la période algéroise de 1932 à 1938, date à laquelle Jean Grenier quitte Alger, les années 1940 où ils ne se voient guère, Camus étant à Oran ou 'bloqué' en France une partie de la guerre et Grenier nommé à Lille puis en Égypte et où ils trouvent peu de temps pour s'écrire, surtout pendant 'la période résistante' de Camus et les années 1950.
Jean Grenier enseigne à Alger en 1923-24 puis y revient à la rentrée 1930 où il a dans sa classe le jeune Camus. Leur rencontre est connue puisqu'ils l'ont racontée tous les deux : Camus victime d'une première attaque sérieuse de tuberculose, est retenu loin du lycée pendant plusieurs semaines et Grenier s'en inquiète, lui rend visite ; c'est à l'automne 1931 le début d'une longue amitié qui jamais ne se démentira. L'influence de Grenier s'exerce d'abord par son aura, il est publié à la NRF, Camus lit son livre Les îles Kerguelen et il lui confie un ouvrage qui va beaucoup influencer Camus La douleur d'André de Richaud; Camus ne tarde pas à lui demander conseil et à lui faire lire ses premiers écrits (voir la première lettre conservée en mai 1932). Cette influence littéraire s'affirme dans les premiers écrits de Camus, surtout dans les textes de 1932 puis dans Les voix du quartier pauvre.
Suit un éloignement relatif quand Grenier, après avoir conseillé à Camus d'y adhérer quitte le Parti communiste et développe un certain scepticisme politique. Mais son influence s'exercera en littérature, dans Noces en particulier où l'on trouve dans les livres de Grenier Poésies et proses d'Alger publié en 1933 et À Tipasa publié en 1937, des thèmes réutilisés par Camus : le soleil de Tipasa, le vent de Djémila, la vie à Alger ou les cloîtres italiens. Mais en même temps, Camus se démarque de Grenier, y apporte sa propre vision, ce dont il s'excusera dans une lettre. Dans la préface au livre ''Les Îles'' rédigée en 1959, Camus reconnaît ce qu'il doit à Grenier, et ce n'est pas qu'un hommage ou un exercice de style : « Aujourd'hui encore, il m'arrive d'écrire ou de dire, comme si elles étaient miennes, des phrases qui se trouvent pourtant dans Les Îles... » La « tendre indifférence du monde » qu'on trouve dans L'Étranger est bien dans cette idée de Grenier que le monde aussi nous est étranger et qu'il faut trouver une certaine paix à sa contemplation, « vivre Tipasa, écrit-il, témoigner et l'œuvre d'art viendra ensuite. »
Leur correspondance va reprendre de la vigueur après la mutation de Grenier au lycée de Vanves en 1938 : il est tout autant question de politique, de théâtre ou de projets littéraires, échanges qui lui serviront beaucoup pour la rédaction de ses essais. Après avoir connu des bas quand Grenier est en Égypte, leur correspondance reprend au début des années cinquante avec, de part et d'autre, beaucoup de doutes sur leur vocation littéraire, un retour sur leur passé avec Les Grèves pour Grenier et ce qui deviendra Le Premier Homme pour Camus. Sous l'influence de Grenier, Camus publie un nouveau recueil de nouvelles 'solaires', L'Été dont il dit : « L'Été descend des Îles. » Camus prend acte d'une certaine modestie qui, reconnaît-il lui a manqué dans Noces, ce que Grenier appelle 'l'entre-deux', vérité relative de l'écrivain dont Camus dira à propos de son recueil suivant L'Exil et le royaume : « la part obscure, ce qu'il y a d'aveugle et d'instinctif en moi. » 
 « Nous avons commencé en 1930 un dialogue qui n'est pas fini » écrivait Grenier en 1945. Grenier aurait pu le dire beaucoup plus tard et Camus aurait pu s'exprimer de la même façon.